# Warensendung
Die Warensendung ist ein Versandprodukt der Deutschen Post AG.
Durch die Postordnung vom 1. August 1964 wurde diese Beförderungsart mit ermäßigtem Beförderungsentgelt von der Deutschen Bundespost eingeführt. Ein gegenüber dieser Vergünstigung abermals ermäßigtes Versandprodukt stellte die Büchersendung dar, beide durften maximal 1.000 Gramm wiegen. 
Beide Produkte wurden Anfang 2020 eingestellt und durch die Bücher- und Warensendung ersetzt. Seit 1. Juli 2024 heißt dieses Produkt nur noch Warensendung, seither darf das Gewicht – mit einem Gewichtszuschlag von 0,85 EUR ab 1.001 Gramm – bis 2.000 Gramm betragen. Der Versand von Waren kann in Deutschland auch als Brief erfolgen, dieser darf aber nur bis 1.000 Gramm wiegen. Bis 30. September 2024 konnten Warensendungen bis 500 Gramm zu einem niedrigeren Tarif versandt werden.

## Deutschland

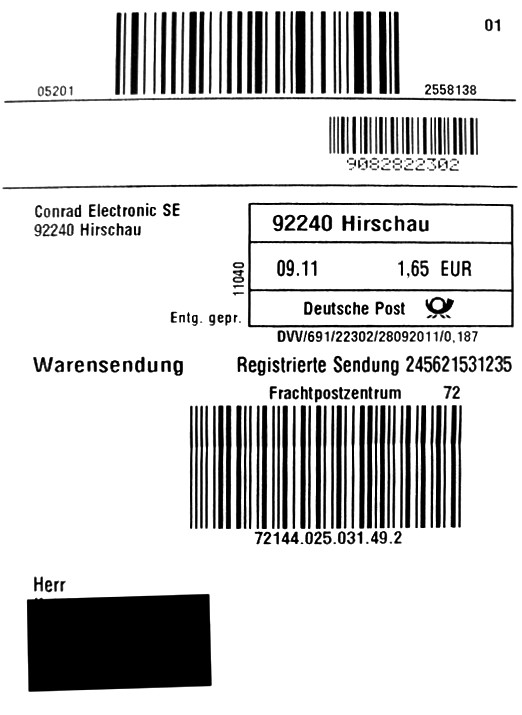
Sendungsaufkleber der Versandform Warensendung Maxi, 2011

Internetmarke der Deutschen Post AG, 2017

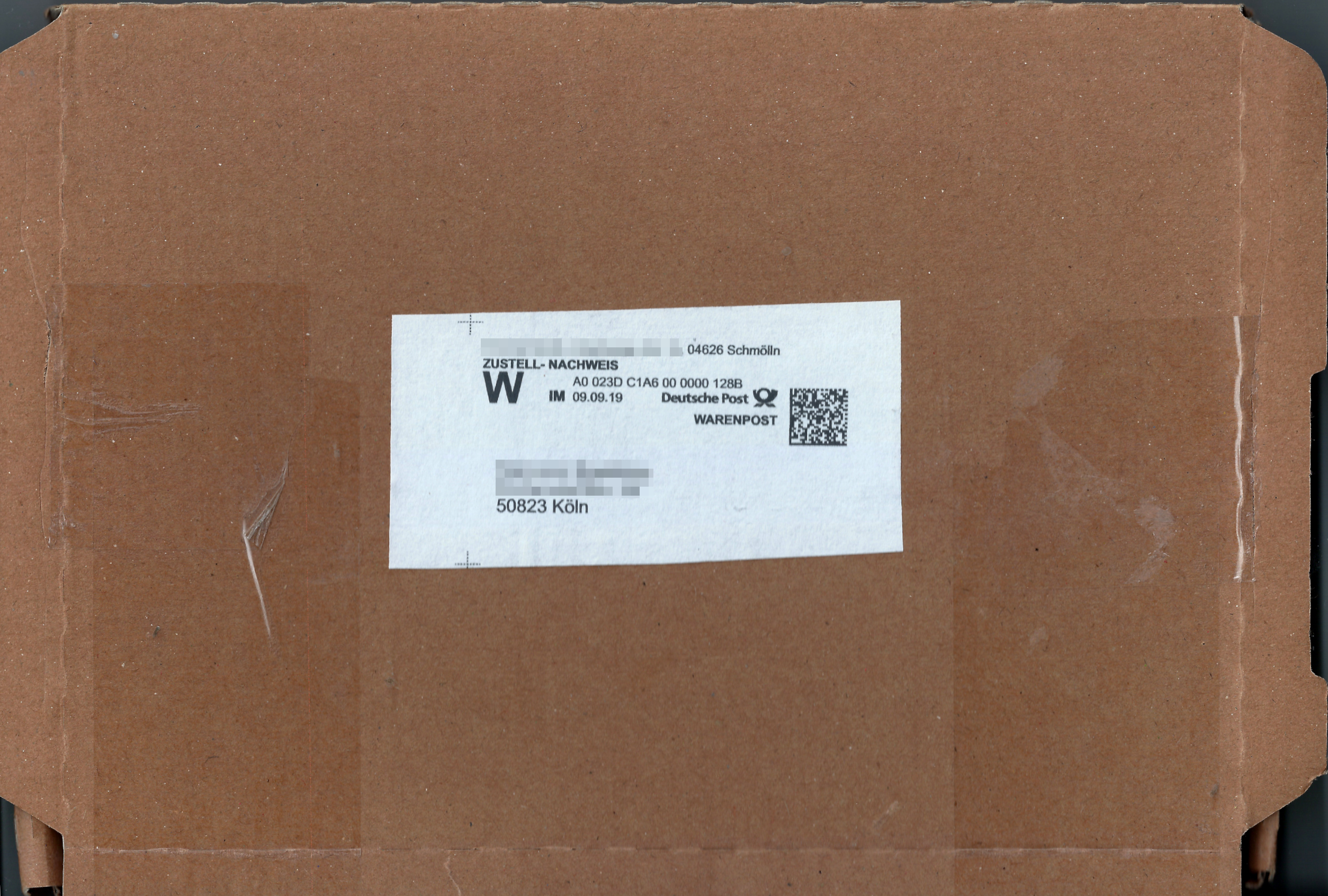
Warenpost mit Zustellnachweis, 2019

### Warensendung bis 2019
Warenproben zur ermäßigter Briefgebühr wurden erstmals 1808 im Königreich Westphalen eingeführt. Das Herzogtum Braunschweig berechnete für Drucksachen und Warenproben bis 8 Lot jedoch die doppelte Briefgebühr. 1849 wurde der Tarif für Drucksachen von dem für Warenproben getrennt. Die klassische Warensendung wurde von der Deutschen Post für den innerdeutschen Versand angeboten. Es durften Proben, Muster oder Gegenstände versandt werden, die ihrer Natur nach als Ware anzusehen waren.
Als Beilagen waren ausschließlich eine Inhaltsangabe, die Rechnung, Lieferschein oder ein entsprechender Zahlungsverkehrsvordruck und Druckstücke wie Angebote und Kataloge erlaubt. Letztere, wie auch Eintrittskarten, Gutachten, Gutscheine, welche selbst nicht Kaufware sind, durften auch nicht der Hauptinhalt der Sendung sein. Briefliche oder individuelle Mitteilungen durften nicht enthalten sein. Warensendungen mussten freigemacht sein.
Die Kennzeichnung als Warensendung oberhalb der Anschrift war erforderlich. Eine Tracking-Nummer wurde für eine Warensendung nicht angeboten.
Im Januar 2005 galten die Tarife:
| Maßgröße | Gewicht in Gramm | Länge          | Breite         | Höhe           | Preis in Euro |
| Maßgröße | Gewicht in Gramm | in Millimetern | in Millimetern | in Millimetern | Preis in Euro |
| -------- | ---------------- | -------------- | -------------- | -------------- | ------------- |
| Standard | bis 20           | 140–235        | 90–125         | bis 5          | 00,45         |
| Kompakt  | bis 50           | 100–353        | 70–300         | bis 150        | 00,70         |
| Maxi     | bis 500          | 100–353        | 70–300         | bis 150        | 01,65         |

Ab Januar 2013 galten die Tarife:
| Maßgröße                   | Gewicht in Gramm | Länge          | Breite         | Höhe           | Preis in Euro |
| Maßgröße                   | Gewicht in Gramm | in Millimetern | in Millimetern | in Millimetern | Preis in Euro |
| -------------------------- | ---------------- | -------------- | -------------- | -------------- | ------------- |
| Kompakt                    | bis 50           | 100–353        | 70–300         | bis 150        | 00,90         |
| Maxi, ab Januar 2015: Groß | bis 500          | 100–353        | 70–300         | bis 150        | 01,90         |

Ab Januar 2016 galten die Tarife:
| Maßgröße | Gewicht in Gramm | Länge          | Breite         | Höhe           | Preis in Euro | Preis ab Juli 2018 in Euro |
| Maßgröße | Gewicht in Gramm | in Millimetern | in Millimetern | in Millimetern | Preis in Euro | Preis ab Juli 2018 in Euro |
| -------- | ---------------- | -------------- | -------------- | -------------- | ------------- | -------------------------- |
| Kompakt  | bis 50           | 100–353        | 70–300         | bis 150        | 00,90         | 01,30                      |
| Groß     | bis 500          | 100–353        | 70–300         | bis 150        | 01,90         | 02,20                      |
| Maxi     | bis 1000         | 100–353        | 70–300         | bis 50         | 02,20         | 02,20                      |
| Maxi     | bis 1000         | 100–353        | 70–300         | bis 150        | 02,35         | 02,35                      |

Die neue Warensendung Maxi zielte im Rahmen des Mengenversands auf eine geschäftliche Nutzung ab. Da bei Einlieferung einzelner Warensendungen die Prüfung der dafür notwendigen Voraussetzungen regelmäßig unterblieb, war die Nutzung auch durch Privatkunden möglich.

### Bücher- und Warensendung (BÜWA)
Ab dem 1. Juli 2019 gibt es die „Bücher- und Warensendung“ (BÜWA). Der bisher offene Versand wurde abgeschafft und die verschlossene Sendung ausdrücklich erlaubt. Mit Einführung der neuen Tarifstufen wurde ihre bisherige Benennung mittels Maßgrößen aufgegeben. Die Bücher- und Warensendung ist auf dem Umschlag über der Empfängeradresse deutlich mit der Abkürzung „BÜWA“ zu kennzeichnen.
Ab dem 1. Januar 2020 wird nach einer Übergangsfrist nur noch die neue „BÜWA“ (Bücher- und Warensendung) angeboten.
Ab dem 1. Juli 2024 darf es nur noch WARENSENDUNG heißen. Neu ist, dass Sachen nun bis max. 2.000 Gramm als WARENSENDUNG versendet werden dürfen. Für den Gewichtszuschlag werden 85 Cent erhoben, so dass die WARENSENDUNG bis max. 2.000 Gramm insgesamt 3,40 € Porto kostet. An dem Format (Länge, Breite, Höhe) ändert sich nichts.
| Minimal- und Maximalgröße in Millimeter | Länge   | Breite | Höhe   |
| --------------------------------------- | ------- | ------ | ------ |
| Minimal- und Maximalgröße in Millimeter | 100–353 | 70–250 | bis 50 |

Die Tarife entwickelten sich wie folgt:
| Bücher- u. Warensendung | Gewicht (≤500g) | Gewicht (≤1000g) | Gewicht (≤2000g) |
| ----------------------- | --------------- | ---------------- | ---------------- |
| 1. Juli 2019            | 190 ct          | 220 ct           |                  |
| 1. Januar 2022          | 195 ct          | 225 ct           |                  |
| 1. Januar 2024          | 225 ct          | 255 ct           |                  |
| 1. Juli 2024            | 225 ct          | 255 ct           | 340 ct           |

Die Entgelte sind nach § 4 Nr. 11b UStG (Privilegierung eines Post-Universaldienstes) umsatzsteuerfrei.

### Warensendung ab Juli 2024
Zum 1. Juli 2024 wurde die „Bücher- und Warensendung“ in „Warensendung“ umbenannt und es wurde eine Gewichtserhöhung bis 2.000 g durch einen Zuschlag auf die Warensendung 1.000 (+0,85 €) eingeführt. Die Bücher- und Warensendung wird ab diesem Zeitpunkt nicht mehr mit „BüWa“, sondern mit „Warensendung“ gekennzeichnet. Die Aufschrift „Warensendung“ ist oberhalb der Anschrift zu versehen.
| Warensendung 500                    | 2,25 EUR  | Länge: bis 35,3 cm Breite: bis 25 cm Höhe: bis 5 cm Gewicht: bis 500 g   |
| Warensendung 1.000                  | 2,55 EUR  | Länge: bis 35,3 cm Breite: bis 25 cm Höhe: bis 5 cm Gewicht: bis 1.000 g |
| Warensendung 1.000 Gewichtszuschlag | +0,85 EUR | Länge: bis 35,3 cm Breite: bis 25 cm Höhe: bis 5 cm Gewicht: bis 2.000 g |

Die Entgelte sind nach § 4 Nr. 11b UStG (Privilegierung eines Post-Universaldienstes) umsatzsteuerfrei.

### Warensendung ab Oktober 2024
Zum 1. Oktober 2024 wurde die Warensendung 500 abgeschafft.
| Warensendung                  | 2,55 EUR  | Länge: bis 35,3 cm Breite: bis 25 cm Höhe: bis 5 cm Gewicht: bis 1.000 g |
| Warensendung Gewichtszuschlag | +0,85 EUR | Länge: bis 35,3 cm Breite: bis 25 cm Höhe: bis 5 cm Gewicht: bis 2.000 g |

### Kleinpaket
Für Großversender gibt es das Produkt Kleinpaket. In der Regel werden die Sendungen am nächsten Tag zugestellt und es gibt eine Sendungsverfolgung. Der Zusteller dokumentiert die Sendung bei der Übergabe an den Empfänger oder einen Ersatzempfänger, den Einwurf in den Briefkasten sowie Benachrichtigungen zur Abholung in Filialen. Die Sendungsverfolgung entspricht damit der von Paketen.
Mindestmenge pro Jahr:
Ab 200 Sendungen 2,90 € (zzgl. Mwst.), ab 1.000 Sendungen 2,80 € (zzgl. Mwst.) und ab 6.000 Sendungen pro Jahr gibt es frei verhandelbare Tarife.

## Belege
1. ↑  de. Abgerufen am 22. November 2020.
2. ↑  Deutsche Post World Net – Leistungen und Preise, Stand: 1. Januar 2005. Abgerufen am 13. Dezember 2021.
3. ↑  Deutsche Post DHL – Leistungen und Preise, Stand: 01.01.2013. Abgerufen am 13. Dezember 2021.
4. ↑  Deutsche Post DHL – Leistungen und Preise, Stand: 01.01.2015. Abgerufen am 13. Dezember 2021.
5. ↑  Deutsche Post DHL – Leistungen und Preise, Stand: 01.01.2016. Abgerufen am 13. Dezember 2021.
6. ↑  Deutsche Post DHL – Leistungen und Preise, Stand: 01.07.2018. Abgerufen am 13. Dezember 2021.
7. ↑  Bücher- und Warensendung. Deutsche Post AG, 29. April 2019, abgerufen am 5. Juni 2023.
8. ↑  NEU: Zum 1. Oktober 2024 werden die Warensendung 500 und 1.000 zu einem Produkt mit einem Preis von EUR 2,55 zusammengefasst., auf deutschepost.de
9. ↑  https://www.deutschepost.de/de/w/warensendung.html
10. ↑  https://www.boersenblatt.net/news/buchhandel-news/leichtere-warensendung-wird-teurer-346591
11. ↑  deutschepost.de: Warenpost. Deutsche Post AG, abgerufen am 13. August 2019.